# Festival Internacional de Cine de Cannes de 1996
El 49no Festival de Cannes se desarrolló entre el 9 y el 20 de mayo de 1996. Su jurado estuvo presidido por el director estadounidense Francis Ford Coppola. La Palma de Oro fue para la cinta Secretos y mentiras del británico Mike Leigh, que también recibió el Premio del Jurado Ecuménico.
El festival se abrió con Ridículo, dirigida por Patrice Leconte y se cerró con Flirteando con el desastre, dirigida por David O. Russell. Sabine Azéma fue la maestra de ceremonias.

## Jurado

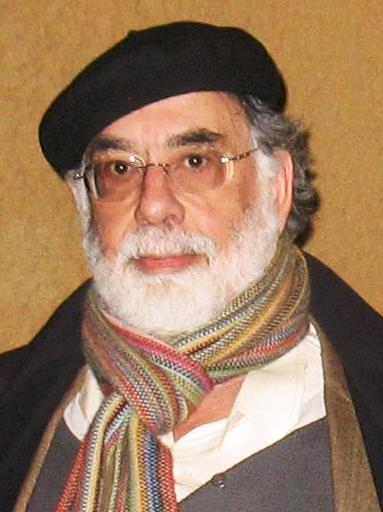
El presidente del jurado, Francis Ford Coppola.

Las siguientes personas fueron nombradas para formar parte del jurado de la competición principal en la edición de 1996:
- Francis Ford Coppola, cineasta estadounidense. Presidente del jurado.
- Nathalie Baye (Francia)
- Greta Scacchi, actriz (Italia)
- Michael Ballhaus (Alemania)
- Henry Chapier (Francia)
- Atom Egoyan (Canadá)
- Eiko Ishioka (Japón)
- Krzysztof Piesiewicz (Polonia)
- Antonio Tabucchi (Italia)
- Anh Hung Tran (Francia)

### Camera d'Or
Las siguientes personas fueron nombradas para formar parte del jurado de la Cámara de Oro de 1996:
- Françoise Fabian (Cómico)  Presidente
- Antoine Simkine (Fédération Nationale des Industries)
- Daniel Schmid (Director)
- Gian Luca Farinelli (Cinéfilo)
- Jacques Kermabon (Crítico)
- Ramon Font (Crítico)
- Sandrine Gady (Cinéfilo)

## Selección oficial

### En competición – películas
Las siguientes películas compitieron por la Palma d'Or:
- Belleza robada de Bernardo Bertolucci
- Breaking the Waves de Lars von Trier
- Comment je me suis disputé... (ma vie sexuelle) de Arnaud Desplechin
- Crash de David Cronenberg
- Fargo de Joel Coen
- Feng yue de Chen Kaige
- Kansas City de Robert Altman
- Nubes pasajeras de Aki Kaurismäki
- La seconda volta de Mimmo Calopresti
- El octavo día de Jaco Van Dormael
- Les voleurs de André Téchiné
- Nan guo zai jian, nan guo de Hou Hsiao-Hsien
- Po di Sangui de Flora Gomes
- Prea târziu de Lucian Pintilie
- Ridicule de Patrice Leconte
- Secretos y mentiras de Mike Leigh
- The Quiet Room de Rolf de Heer
- Sunchaser de Michael Cimino
- La camioneta de Stephen Frears
- Tierra de Julio Médem
- Tres vidas y una sola muerte de Raúl Ruiz
- Un héroe muy discreto de Jacques Audiard

## Un certain regard
- Bastard Out of Carolina de Anjelica Huston
- Buenos Aires Vice Versa de Alejandro Agresti
- Compagna di viaggio de Peter Del Monte
- Conte d'été de Éric Rohmer
- Cwał de Krzysztof Zanussi
- Few of Us de Šarūnas Bartas
- Fourbi de Alain Tanner
- Gabbeh de Mohsen Makhmalbaf
- Haifa de Rashid Masharawi
- Yo disparé a Andy Warhol de Mary Harron
- Irma Vep de Olivier Assayas
- La Bouche de Jean-Pierre de Lucile Hadžihalilović
- Looking for Richard de Al Pacino
- Love Serenade de Shirley Barrett
- Lulu de Srinivas Krishna
- Mossane de Safi Faye
- No Way to Forget de Richard Frankland
- Pasts de Laila Pakalniņa
- Pramis de Laila Pakalniņa
- En el nombre del hijo de Terry George
- Sydney de Paul Thomas Anderson
- The Pallbearer de Matt Reeves
- The Pillow Book de Peter Greenaway
- The Waste Land de Deborah Warner
- Un samedi sur la terre de Diane Bertrand

## Películas fuera de competición
- Flirting with Disaster de David O. Russell
- Girl 6 de Spike Lee
- Il giorno della prima di Close Up de Nanni Moretti
- Las afinidades electivas de Paolo Taviani, Vittorio Taviani
- Runaway Brain de Chris Bailey
- Microcosmos de Claude Nuridsany, Marie Perennou
- Trainspotting de Danny Boyle

### Cortometrajes en competición
Los siguientes cortos compitieron para Palma de Oro al mejor cortometraje:
- 4 maneras de tapar un hoyo de Guillermo Rendón Rodríguez, Jorge Villalobos de La Torre
- Attraction de Alexeï Diomine
- Brooms de Luke Cresswell, Steve Mcnicholas
- Estoria do gato e da lua de Pedro Miguel Serrazina
- Film Noir de Michael Liu
- Les fourmis rouges de Pierre Erwan Guillaume
- Oru Neenda Yathra de Murali Nair
- Passeio com Johnny Guitar de João César Monteiro
- Petite Sotte de Luc Otter
- Sin #8 de Barbara Heller
- Small Deaths de Lynne Ramsay
- Szél (Wind) de Marcell Iványi
- The Beach de Dorthe Scheffmann
- This Film Is a Dog de Jonathan Ogilvie

## Secciones paralelas

### Semana Internacional de la Crítica
Las siguientes películas fueron seleccionadas para ser proyectadas para la 35ª Semana de la Crítica (35e Semaine de la Critique):
Películas en competición
- Les Aveux de l’innocent de Jean-Pierre Améris (Francia)
- Yuri de Yoonho Yang (Corea del Sur)
- Mi ultimo hombre de Tatiana Gaviola (Chile)
- The Empty Mirror de Barry J. Hershey (EE. UU.)
- The Daytrippers de Greg Mottola (EE. UU.)
- A Drifting Life de Lin Cheng-Sheng (Taiwán)
- Not Me! (Sous sol) de Pierre Gang (Canadá)

Cortometrajes en competición
- Planet Man de Andrew Bancroft (Nuevaw Zelanda)
- A Summer Dress (Une robe d’été) de François Ozon (Francia)
- 'La Grande migration de Youri Tcherenkov (Francia)
- Le Réveil de Marc Henri Wajnberg (Bélgica)
- The Slap de Tamara Hernandez (EE. UU.)
- La Tarde de un matrimonio de clase media de Fernando Javier León Rodríguez (México)
- Derrière le bureau d’acajou de Johannes S. Nilsson (Suecia)

### Quincena de Realizadores
Las siguientes películas fueron exhibidas en la Quincena de Realizadores de 1996 (Quinzaine des Réalizateurs):
- A toute vitesse de Gaël Morel
- Beautiful Thing de Hettie MacDonald
- A Chef in Love de Nana Djordjadze
- Le Cri de la soie de Yvon Marciano
- Edipo alcalde de Jorge Ali Triana
- Encore de Pascal Bonitzer
- Flame de Ingrid Sinclair
- Vaska Easoff (Haggyállógva, Vászka) de Peter Gothar
- Inside de Arthur Penn
- Youth Without God (Jeunesse sans Dieu) de Catherine Corsini
- Jude de Michael Winterbottom
- Kids Return de Takeshi Kitano
- El prisionero de las montañas (Kavkazskiy plennik) de Sergei Bodrov
- La Promesa de Jean-Pierre Dardenne, Luc Dardenne
- Lone Star de John Sayles
- Macadam Tribu de José Laplaine
- Mondani a mondhatatlant: Elie Wiesel üzenete de Judit Elek
- Perfect Love (Parfait amour!) de Catherine Breillat
- Pasajes de Daniel Calparsoro
- Salut cousin! de Merzak Allouache
- Select Hôtel de Laurent Bouhnik
- Trees Lounge de Steve Buscemi
- White Night (Layla Lavan) de Arnon Zadok
- Will It Snow for Christmas? (Y aura t’il de la neige à Noël ?) de Sandrine Veysset

Cortometrajes
- La Faim de Siegfried (18 min.)
- La Fille et l’amande de Bénédicte Brunet (15 min.)
- Vacances A Blériot de Bruno Bontzolakis (25 min.)
- Virage Nord de Sylvain Labrosse (15 min.)

## Palmarés

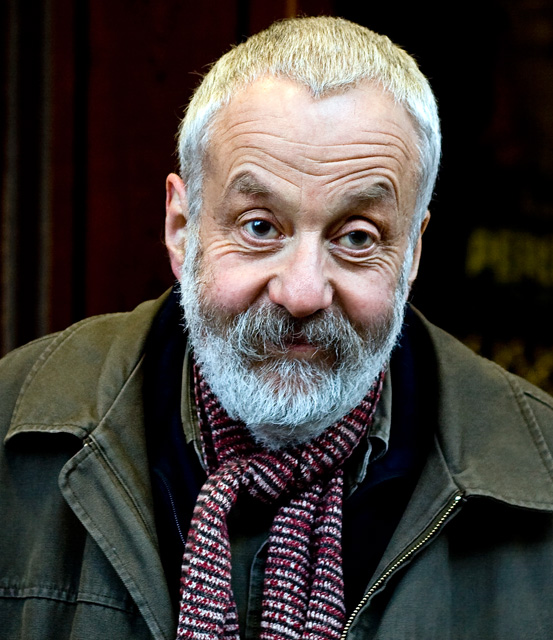
El británico Mike Leigh, director de Secretos y mentiras.

Los galardonados en les secciones oficiales de 1996 fueron:
- Palma de Oro: Secretos y mentiras de Mike Leigh
- Gran Premio del Jurado: Breaking the Waves de Lars von Trier
- Premio Especial del Jurado: Crash de David Cronenberg
- Mejor Actor: Daniel Auteuil, Pascal Duquenne por Le huitième jour
- Mejor Actriz: Brenda Blethyn por Secretos y mentiras
- Mejor Director: Joel Coen por Fargo
- Mejor Guion: Un héroe muy discreto de Jacques Audiard, Alain Le Henry
- Palma de Oro al mejor cortometraje: Szél de Marcell Iványi
- Premio del jurado: Small Deaths de Lynne Ramsay
- Caméra d'Or: Love Serenade de Shirley Barrett

### Premios independientes
Premio de la Crítica
- Secretos y mentiras de Mike Leigh (En competición)
- Prisoner of the Mountains (Kavkazskiy plennik) de Sergei Bodrov (Directors' Fortnight)
- The Mail (Pasts) & The Ferry (Pramis) de Laila Pakalnina (Un Certain Regard)

Commission Supérieure Technique
- Gran Premio Técnico: Microcosmos de Claude Nuridsany, Marie Pérennou

Jurado Ecuménico
- Premio del Jurado Ecuménico:  Secretos y mentiras de Mike Leigh
- Jurado Ecuménico - Mención especial:
- A Drifting Life (Chun hua meng lu) de Cheng-sheng Lin
- Drifting Clouds (Kauas pilvet karkaavat) by Aki Kaurismäki[17]
- Premio de la juventud:
  - Película extranjera: White Night (Layla Lavan) de Arnon Zadok
  - Película francesa:  Les aveux de l'innocent de Jean-Pierre Améris

Premios en el marco de la Semana Internacional de la Crítica
- Premio Mercedes-Benz:  Les aveux de l'innocent de Jean-Pierre Améris
- Premio Canal+: Planet Man by Andrew Bancroft

Award the First Multimedia Day at the 49th Cannes Film festival
- Premio Nejor Cyber Poster a la primera jornada multimedia del 49.º Festival de Cinema de Cannes en 1996: The Visionary de Beny Tchaicovsky[18]

## Ceremonias
- Datos: Q386281
- Multimedia: 1996 Cannes Film Festival / Q386281